# Leonie Meyerhof
Leonie Meyerhof (Pseudonym Leo Hildeck; * 2. März 1858 oder 1860 in Hildesheim; † 15. August 1933 in Frankfurt am Main) war eine deutsche Schriftstellerin, Literaturkritikerin, Bühnenautorin und Frauenrechtlerin. In Theaterstücken, Romanen und Zeitungsartikeln reflektierte sie mit feinem Humor das hergebrachte Frauenbild und war eine seinerzeit vielgelesene Autorin.

## Leben
Leonie Meyerhof wuchs als jüngste von fünf Geschwistern in einer deutsch-jüdischen Familie auf. Ihr Vater Magnus Meyerhof war Kaufmann in Hildesheim. Ihre Mutter Carolina, geb. Schwabe, die sie künstlerisch anregte, starb bereits 1877. Leonie besuchte die Höhere Töchterschule in Hildesheim und erhielt Zeichenunterricht bei dem Bildhauer Prof. Friedrich Küsthardt. Sie belegte Kurse in Kunst- und Literaturgeschichte sowie Philosophie. 1886/87 zog sie mit dem Vater nach Frankfurt am Main, wo auch ihre Schwester, die Malerin Agnes Meyerhof, tätig war. Nach dem Tod ihres Vaters 1900 lebte Leonie Meyerhof zunächst in München, dann überwiegend wieder in Frankfurt am Main, auch in Berlin.
Unter dem Pseudonym Leo Hildeck, später unter eigenem Namen errang sie in ihrer Zeit literarische Geltung. Vor allem in den 1920er Jahren schrieb sie  für die damals als liberal und fortschrittlich geltende Frankfurter Zeitung Literaturkritiken und kleinere Beiträge zur Lage der Frauen.
Bekannt wurde ihr Theaterstück Sie hat Talent (1888). Ihr populärstes Werk war der heute vergessene „Münchner Roman“ Töchter der Zeit (1903). Anonym erschien ihr von Anna Costenoble illustriertes „Frauenbrevier für männerfeindliche Stunden“ Penthesileia (1907), das innerhalb von zwei Jahren fünf Auflagen erlebte. Stark beachtet wurde auch Frauenschicksale. Aus einer Sprechstunde im „Mutterschutz“ (Frankfurt, 1913), worin sie Helene Stöckers emanzipatorische Arbeit für unverheiratete Mütter verteidigte. Auch Liedtexte für Kompositionen von Rudolph Bergh oder die Schrift Hoheh! – Streik! (Berlin, 1919) stammen aus ihrer vielseitigen Feder.
Die Stadt Hildesheim hat einen Leonie-Meyerhof-Ring nach ihrer früheren Bürgerin benannt, aus deren Familie auch der Nobelpreisträger der Biochemie Otto Meyerhof stammt.

## Werke (Auswahl)
- Abseits vom Wege. Zwei Erzählungen (unter dem Pseudonym Leo Hildeck). Heinrich Minden, Dresden 1894
- Sie hat Talent. Lustspiel in einem Aufzug. (als Leo Hildeck). Reclams Universal-Bibliothek, Nr. 2427, Leipzig 1888
- Der goldene Käfig und andere Novellen, 1892
- Feuersäule. Die Geschichte eines schlechten Menschen von Leo Hildeck, Roman. Heinrich Minden, Dresden u. Leipzig 1895
- Libellen (unter dem Pseudonym Leo Hildeck). Heinrich Minden, o. J. [1898]
- Abendsturm. Schauspiel. Scheller, 1899
- Herbstbeichte. Ein Liebesroman. Schuster & Loeffler, Berlin 1900
- Töchter der Zeit. Münchner Roman. Cotta, Stuttgart 1903
- Das Ewig-Lebendige. Roman. Cotta, Stuttgart 1905
- Eigensinnige Herzen. Roman. Hillger, Berlin et al. 1906
- Penthesileia. Ein Frauenbrevier für männerfeindliche Stunden (anonym), 1907
- Das Unvergeßbare, Roman (in 32 Folgen) in den Rigaschen Neuesten Nachrichten № 213 vom 16. September bis № 244 vom 22. Oktober 1909
- Frauenschicksale. Aus einer Sprechstunde im „Mutterschutz“. In: Frankfurter Zeitung vom 17. August 1913 (3. Morgenblatt 1–2); Frankfurter Societäts-Druckerei, Frankfurt a. M. 1913
- Erst komme ich! Vier Beweise von Leo Hildeck, vier Einakter (Die Hundepfeife; Der Andere; Insel der Seligen; Fräulein Theorie). Anstalt für Aufführungsrecht dramatischer Werke der Literatur und Musik, Charlottenburg [Berlin] o. J. [1913?] (Digitalisat im Internet Archive)
- Zuerst komm’ ich!. Vier Einakter. Baer, Frankfurt o. J. [1913?]
- Hoheh! - Streik!. Streisand, Berlin o. J. [1919]